# Hem
Hem (ndl.: „Ham“) ist eine französische Stadt mit 18.579 Einwohnern (Stand 1. Januar 2022) im Département Nord in der Region Hauts-de-France. Sie gehört zum Arrondissement Lille und zum Kanton Croix.

## Lage
Die Stadt Hem ist ein südlicher Vorort der Großstadt Roubaix. Sie liegt an der Marque, acht Kilometer nordöstlich von Lille und vier Kilometer westlich der Grenze zu Belgien. Umgeben wird Hem von den Nachbargemeinden Roubaix im Norden, Lannoy und Lys-lez-Lannoy im Nordosten liegen die Gemeinden, Toufflers im Osten, Sailly-lez-Lannoy im Südosten, Forest-sur-Marque im Süden, Villeneuve-d’Ascq im Westen sowie Croix im Nordwesten.

## Geschichte
Im Mittelalter war der Ort als Ham oder Hem bereits bekannt. Seit 1672 fanden sich Textilmanufakturen in Hem. Nach dem Zweiten Weltkrieg stieg die Einwohnerzahl auf über 10.000.

### Bevölkerungsentwicklung
| Jahr                       | 1962   | 1968   | 1975   | 1982   | 1990   | 1999   | 2011   | 2020   |
| Einwohner                  | 13.687 | 16.742 | 23.183 | 21.933 | 20.200 | 19.675 | 17.988 | 18.462 |
| Quellen: Cassini und INSEE |        |        |        |        |        |        |        |        |

## Sehenswürdigkeiten

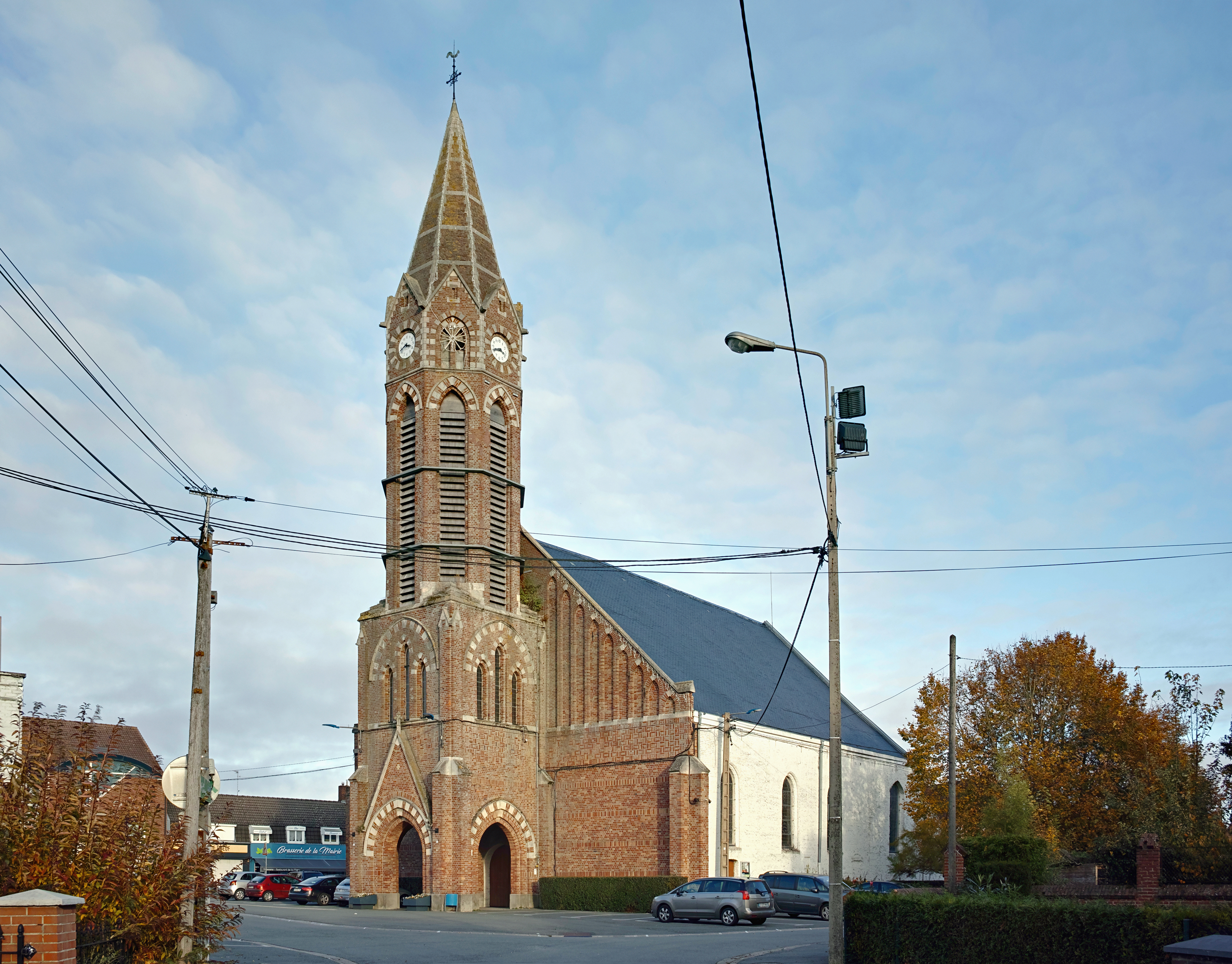
Kirche Saint-Corneille
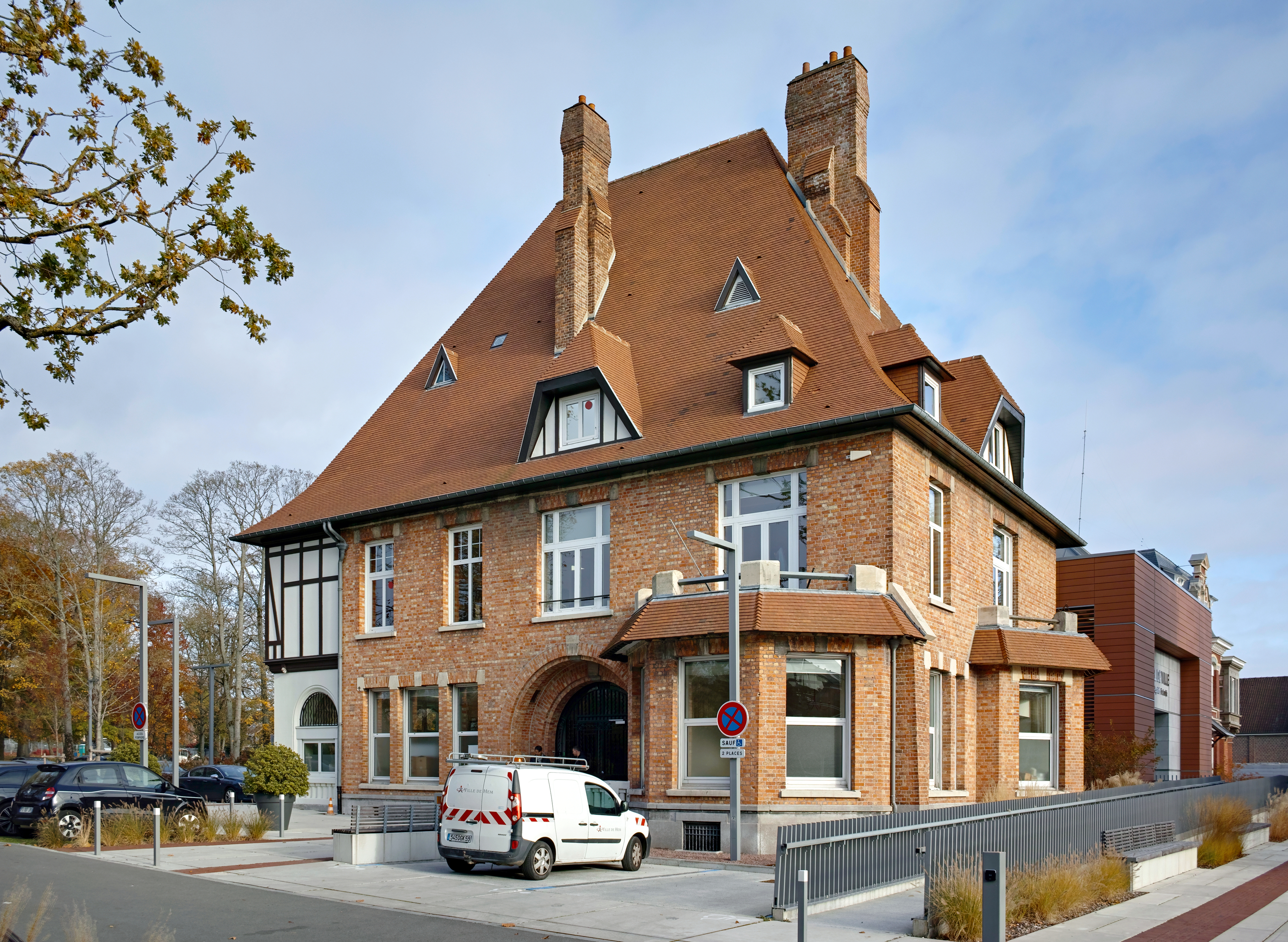
Rathaus (Hôtel de ville)
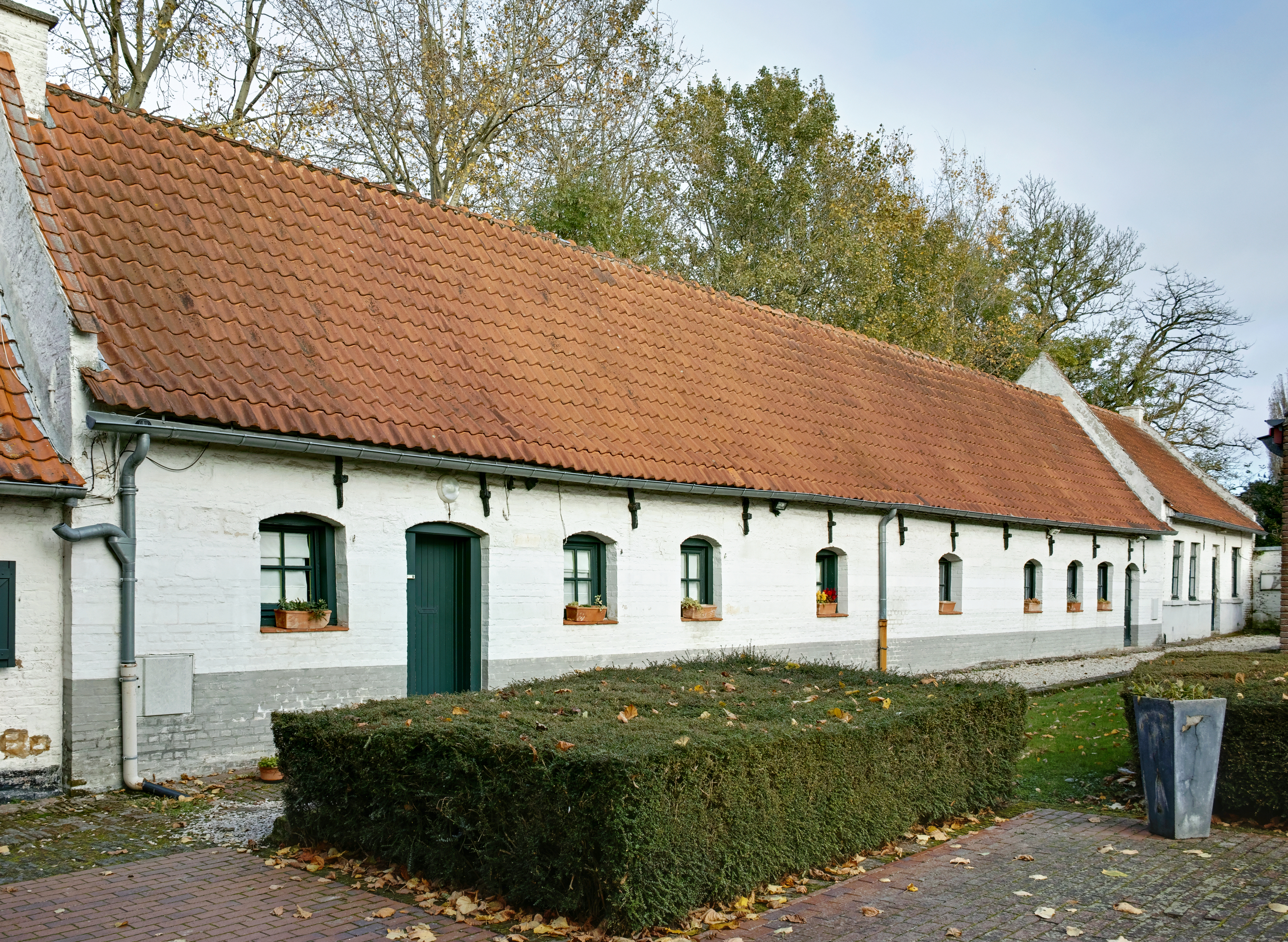
Backsteinhaus in Hempempont

- vier niedrige gekalkte Backsteinhäuser im Ortsteil Hempempont, Monument historique seit 1995
- Schloss

- Kirche Saint-Corneille
- Rathaus (Hôtel de ville)
- Backsteinhaus in Hempempont

## Gemeindepartnerschaften
- Mossley, Manchester, Großbritannien, seit 1972
- Wiehl, Nordrhein-Westfalen, Deutschland, seit 1994
- Aljustrel, Portugal, seit 2000

## Persönlichkeiten
- Alain Bondue (* 1959), Radrennfahrer
- Daouda Sow (* 1983), Boxer, Silbermedaillengewinner bei den Olympischen Spielen 2008 (Peking)